# Esztergomi érsek
Az esztergomi érsek a magyar katolikus egyház első számú főpapja, Magyarország prímása. A tisztséget I. István király hozta létre 1001-ben a esztergomi érsekség megalapításakor. 1993-tól az egyházmegyei határok rendezése folytán létrejött Esztergom-Budapesti főegyházmegye megyés püspökének címe az esztergom–budapesti érsek lett. A jelenlegi érsek Paskai László 2002-es lemondását követően dr. Erdő Péter bíboros.

## Kiemelkedő esztergomi érsekek voltak
- Bánfi Lukács
- Vitéz János
- Bakócz Tamás
- Pázmány Péter
- Szelepcsényi György
- Rudnay Sándor
- Simor János
- Vaszary Kolos
- Serédi Jusztinián
- Mindszenty József

## Az esztergomi érsek különös előjogai A Pallas nagy lexikona szerint
„1. Az érsek Magyarország prímása, ezt a méltóságot 1279-ben kapcsolták össze az esztergomi érsekséggel, mikor III. Miklós pápa IV. László király beleegyezésével Monoszló Lodomér váradi püspököt nevezte ki erre a méltóságra. Az érsek látogathatja Magyarország püspöki megyéit, a klastromok és szerzetrendek felett (a pannonhalmi főapátság kivételével) bizonyos hatósági jogokkal bír, ezenkívül nemzeti zsinatot tarthat.
2. Az érsek a római szentszék született követje, előtte követségének határai között az egyenes keresztet viszik, a többi érsek ezzel a joggal csak érseki tartományuk határain belül bír. A primaciális szék mint követség nem a bécsi nuncius útján, hanem közvetlenül érintkezik Rómával.
3. Az érsek 1715 óta a római szent birodalom hercege, ezért hercegprímásnak címezik. 1714-ben III. Károly császár a szász hercegi Wettin-ház sarját, Keresztély Ágost esztergomi érseket, és minden utódját a prímási székben birodalmi hercegi címmel ruházta fel, azóta viseli az esztergomi érsek a hercegprímási címet. A cím adományozásáért a karok és rendek 1715. évi II. törvénycikk által köszönetet szavaztak a királynak. «Status et Ordines SuaeMajestati Sacratissimae referunt gratias, quod futuros moderni Domini Archi-Episcopi Strigoniensis in Officio Succossores Dignitate Sacri Romani Imperii principis condecorare Dignata est.» Ez a rang 1806-ban a Német-római Birodalom felbomlásával gyakorlatilag megszűnt. 1947-ben az egyes címek és rangok megszüntetéséről szóló törvény a használatát megtiltotta. 1951-ben XII. Piusz pápa hivatalosan is eltörölte a címet.
4. Az érsek Magyarország főtitkára és kancellára (Summus et Secretarius Cancellarius regius) és a királyi kettős pecsét (Dupplex Sigillum Regium) őre. Ez a méltóság Zsigmond király koráig változó volt. Az érseket a méltóságban az 1741. évi 10., és az 1751. évi törvénycikkek megerősítették.
5. Az érsek azelőtt a királyi hétszemélyes tábla egyik ítélőbírája volt, a királyi ítélőtáblához két primaciális ülnököt nevezett, és a fennállott m. kir. helytartótanácsnak is tanácsosa volt. Régebben az országnak egyik rendes bírája volt, s királyi személyes jelenlétnek minősült. Így kifejezetten az 1536. évi 15. t.-cikk «quum Rev. D. A Eppo Strigoniensi tamquam Summo et Secretario Cancellario Regio… jure competat, ut ipse… tamquam Personalis Majestatis Regiae Praesentia unus ex Judicibus Regni Ordinariis esse censeatur», és uo. «ut et in consilio et in judicio sua libere fungatur authoritate»;
6. Az érsek 1270 óta Esztergom vármegye örökös főispánja volt egészen 1867. április 15-éig.
7. Régebben mint a pénzverőházak főfelügyelője (supremus pisetarius) a pénzverés ügyére felügyelt, később ezen a címen bizonyos jövedelmekben részesült.
8. A Szent István-rend prelátusa, a királyi udvarnak, mikor az Magyarországban tartózkodott, plébánosa volt.
9. Az ország gyakorlata szerint, ami alól csak két esetben volt kivétel, ő volt az ország nádorával együtt a király koronázója, s részt vett a királyné koronázásában.
10. Egyháznemesi székeiben (sedes praediales) egyháznemesi javak adományozása által egyháznemeseket (predialistákat) alkothatott.
11. Az 1550. évi LIV. törvénycikk megerősített a Karok és Rendek által kétségbevont, s azért legfelsőbb eldöntés végett a Felség elé terjesztette azt a privilégiumát, hogy a bíróság előtt az esküt nem tartozott személyesen letenni, hanem azt tisztje által letehette: «eximuntur ipsimet a praestando juramento, cum judicialiter eis imponitur, permittiturque eis, ut loco sui Officiales ipsorum possint jurare.»”